# Leigh Ann Hester

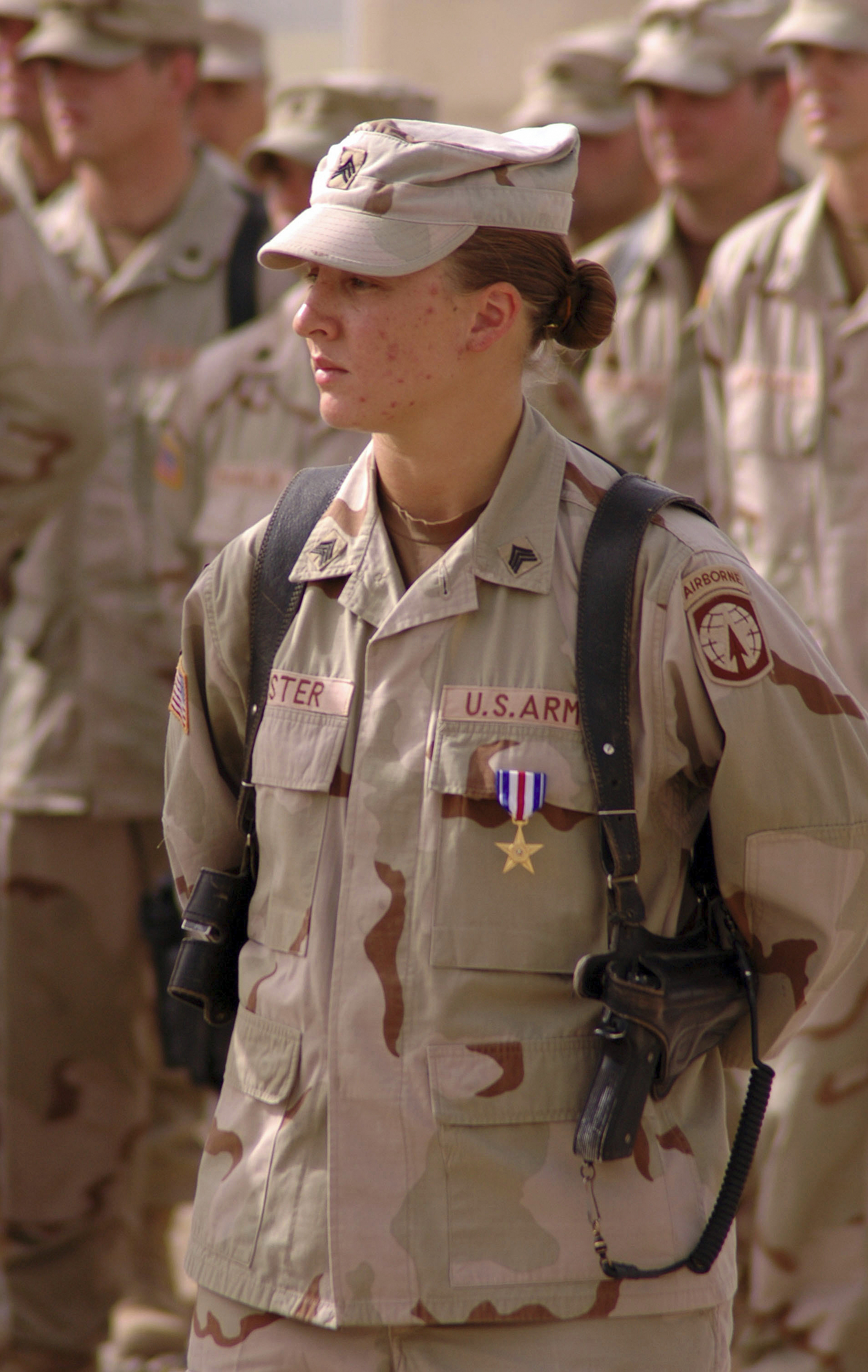
Hester mit der Silver Star-Medaille während einer militärischen Preisverleihung im Juni 2005

Leigh Ann Hester (* 12. Januar 1982 in Bowling Green, Kentucky) ist eine US-amerikanische Soldatin der Nationalgarde der Vereinigten Staaten. Sie ist die erste Soldatin der US-Armee, die seit dem Zweiten Weltkrieg den Silver Star erhalten hat.
Hester trat im April 2001 der U.S. Army bei. 2005 wurde sie mit dem Silver Star ausgezeichnet für ihr heldenhaftes Verhalten während eines feindlichen Hinterhalts auf einen Versorgungskonvoi in der Nähe der  Stadt Salman Pak im Irak. Sie war damit die erste Frau der US-Army, die für ihre Tapferkeit im Nahkampf ausgezeichnet wurde.